# Burna Boy

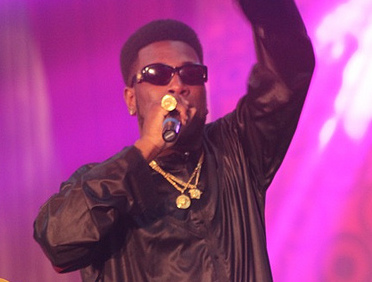
Burna Boy in Ghana (2014)

Burna Boy (* 2. Juli 1991 in Port Harcourt; bürgerlich Damini Ebunoluwa Ogulu) ist ein westafrikanischer Afrobeats-Musiker aus Nigeria. Er ist seit 2012 in seiner Heimat und seit 2018 auch international erfolgreich. Bekannt wurde er durch seine Beteiligung am britischen Nummer-eins-Hit Own It von Stormzy und Ed Sheeran sowie sein Album African Giant, beides im Jahr 2019.

## Biografie
Damini Ogulu begann mit 10 Jahren mit Musiksoftware am Computer zu spielen, und im Lauf der Jahre entwickelte er einen eigenen Musikstil. Vor allem brachte er zwei Musikstile zusammen, die bei ihm zuhause eine Rolle spielten: Reggae, die bevorzugte Musikrichtung seines Vaters, und Afrobeat. Dessen Begründer, Fela Kuti, wurde von Ogulus Großvater gemanagt. Nach dem Schulabschluss studierte er zwei Jahre in England, brach aber ab und kehrte nach Nigeria zurück. Er lernte den Produzenten LeriQ kennen und begann mit 19 Jahren mit professionellen Studioaufnahmen.
2012 hatte er unter dem Namen Burna Boy seinen ersten Hit. Die Single Like to Party erregte sogar international Aufmerksamkeit. Mit dem dazugehörigen Album Leaving an Impact for Eternity (L.I.F.E.), an dem unter anderem auch Wizkid mitwirkte, kam er im Jahr darauf sogar in die Top 10 der US-amerikanischen Reggae-Charts. Es brachte ihm auch eine Nominierung in der Newcomer-Kategorie der MTV Africa Music Awards und nationale Auszeichnungen.
Die Trennung von LeriQ und seinem Label vor seinem zweiten Album brachte seine Karriere allerdings ins Stocken. On a Spaceship konnte den ersten Erfolg nicht bestätigen und weitere Hits blieben aus. Erst die Zusammenarbeit mit dem Produzenten Juls brachte ihn ab 2017 wieder voran. Mit dem Album Outside kam er 2018 auf Platz 3 der US-Reggae-Charts. Vor allem setzte er aber auf die Kollaborationen mit bekannten Künstlern wie Fall Out Boy, Major Lazer und Beyoncé. Besonders erfolgreich erwies sich aber die Zusammenarbeit mit britischen Musikern wie Lily Allen, J Hus und Dave. Good Time als Gastsänger von J Hus brachte ihm 2017 die erste Platzierung in den britischen Singlecharts. Location mit Dave stieg 2019 in UK auf Platz 6, das Lied wurde zu einem Dauerbrenner. Es war mit Unterbrechungen über ein Jahr lang in den Charts, wurde mit Doppelplatin ausgezeichnet und erhielt bei den BRIT Awards eine Nominierung als Song des Jahres.
Sein viertes Album African Giant stieg im Sommer in die Top 20 der UK-Charts ein und war darüber hinaus auch in den französischsprachigen Ländern erfolgreich. In den USA erreichte es eine Top-10-Platzierung in den World-Music-Charts. In dieser Kategorie wurde es auch bei den Grammy Awards 2020 für eine Auszeichnung nominiert. Es folgte im selben Jahr mit Be Honest zusammen mit Jorja Smith ein weiterer englischer Top-10-Hit. Schließlich arbeitete er mit Stormzy und Ed Sheeran bei Own It zusammen: Das Lied stieg Anfang 2020 auf Platz 1 in Großbritannien und war europaweit ein Hit. In Deutschland war er mit dem Album Love Damini aus dem Jahr 2022, und I Told Them aus dem Jahr 2023 erfolgreich. Im April 2024 wurde seine Single Tested, Approved & Trusted veröffentlicht.
Der Erfolg verhalf Burna Boy auch zu zahlreichen persönlichen Auszeichnungen. Bei den US-BET-Awards wurde er zweimal in Folge zum Best International Act ernannt, Ende 2019 wurde er bei den MTV Europe Music Awards 2019 als Best African Act ausgezeichnet und bei den BRIT Awards war er als bester International Male Solo Artist nominiert.

## Diskografie
Studioalben

| Jahr | Titel Musiklabel                                            | Höchstplatzierung, Gesamtwochen, AuszeichnungChartplatzierungen (Jahr, Titel, Musiklabel, Platzierungen, Wochen, Auszeichnungen, Anmerkungen) | Höchstplatzierung, Gesamtwochen, AuszeichnungChartplatzierungen (Jahr, Titel, Musiklabel, Platzierungen, Wochen, Auszeichnungen, Anmerkungen) | Höchstplatzierung, Gesamtwochen, AuszeichnungChartplatzierungen (Jahr, Titel, Musiklabel, Platzierungen, Wochen, Auszeichnungen, Anmerkungen) | Höchstplatzierung, Gesamtwochen, AuszeichnungChartplatzierungen (Jahr, Titel, Musiklabel, Platzierungen, Wochen, Auszeichnungen, Anmerkungen) | Höchstplatzierung, Gesamtwochen, AuszeichnungChartplatzierungen (Jahr, Titel, Musiklabel, Platzierungen, Wochen, Auszeichnungen, Anmerkungen) | Höchstplatzierung, Gesamtwochen, AuszeichnungChartplatzierungen (Jahr, Titel, Musiklabel, Platzierungen, Wochen, Auszeichnungen, Anmerkungen) | Anmerkungen                                               |
| Jahr | Titel Musiklabel                                            | NG | DE | AT | CH | UK | US | Anmerkungen                                               |
| ---- | ----------------------------------------------------------- | --- | --- | --- | --- | --- | --- | --------------------------------------------------------- |
| 2013 | L.I.F.E.: Leaving an Impact for Eternity Aristokrat Records | — | — | — | — | — | — | Erstveröffentlichung: 12. August 2013                     |
| 2015 | On a Spaceship Spaceship Entertainment                      | — | — | — | — | — | — | Erstveröffentlichung: 25. November 2015                   |
| 2018 | Outside Atlantic Records / Spaceship Entertainment          | — | — | — | — | — | — | Erstveröffentlichung: 2018                                |
| 2019 | African Giant Atlantic Records / Spaceship Entertainment    | NG35 (… Wo.)NG | — | — | CH64 Gold · (1 Wo.)CH | UK16 Gold · (12 Wo.)UK | US104 (1 Wo.)US | Erstveröffentlichung: 25. Juli 2019 Verkäufe: + 295.000   |
| 2020 | Twice as Tall Atlantic Records / Spaceship Entertainment    | NG17 (… Wo.)NG | — | AT69 (1 Wo.)AT | CH12 (2 Wo.)CH | UK11 (3 Wo.)UK | US54 (1 Wo.)US | Erstveröffentlichung: 14. August 2020                     |
| 2022 | Love, Damini Atlantic Records / Spaceship Entertainment     | NG3 (… Wo.)NG | DE61 (1 Wo.)DE | — | CH6 (10 Wo.)CH | UK2 Gold · (14 Wo.)UK | US14 (12 Wo.)US | Erstveröffentlichung: 8. Juli 2022 Verkäufe: + 255.500    |
| 2023 | I Told Them… Atlantic Records / Spaceship Entertainment     | NG1 (… Wo.)NG | DE46 (1 Wo.)DE | AT39 (1 Wo.)AT | CH7 (6 Wo.)CH | UK1 Gold · (16 Wo.)UK | US31 (6 Wo.)US | Erstveröffentlichung: 25. August 2023 Verkäufe: + 100.000 |

## Auszeichnungen
- MTV Africa Music Awards
  - Best Collaboration: All Eyes on Me (AKA, DaLes, Burna Boy & JR, 2015)

- MTV Europe Music Awards
  - Best African Act: 2019

- BET Awards
  - Best International Act: 2019, 2020

Nominierungen:
- Grammy Awards
  - Best World Music Album: African Giant (2020)

- BRIT Awards
  - International Male Solo Artist: 2020
  - Song of the Year: Location (Dave feat. Burna Boy, 2020)

- MTV Africa Music Awards
  - Best New Act: 2014